# Sola al mondo
Sola al mondo (Seule au monde) è un dipinto di William-Adolphe Bouguereau, realizzato intorno al 1867 e il 1868 circa. Attualmente si trova in una collezione privata.

## Descrizione
L'opera raffigura una giovane donna dai capelli corti che regge in mano un violino. Ella rivolge lo sguardo dall'aria melanconica verso destra. La ragazza si trova su un ponte parigino che attraversa la Senna e sullo sfondo si notano la cattedrale di Notre-Dame e un ponte che sembra essere il Pont Royal: il ponte nel quale si trova la giovane molto probabilmente è il ponte di Solferino (oggi noto come Passerelle Léopold-Sédar-Senghor).
La ragazza dipinta in questo quadro è inoltre presente in un'altra opera dell'artista, intitolata Loin du pays: in questa tela ella è affiancata da una bambina dai capelli castani e le due si trovano ai piedi di una scalinata. Esistono due versioni di quest'ultima opera, una delle quali è esposta al museo d'arte di Ponce, a Porto Rico.